# Рословское
Рословское — деревня в Вологодском районе Вологодской области.
Входит в состав Новленского сельского поселения (с 1 января 2006 года по 8 апреля 2009 года входила в Нефедовское сельское поселение), с точки зрения административно-территориального деления — в Нефедовский сельсовет.
Расстояние до районного центра Вологды по автодороге — 85 км, до центра муниципального образования Новленского по прямой — 20 км. Ближайшие населённые пункты — Красный Двор, Фалелеево, Щетинино, Селища, Степаново, Первомайский, Ивлевское, Грозилово, Куркино, Отеклеево, Колышкино, Попово.
По переписи 2002 года население — 12 человек.

## Известные уроженцы и жители
- Ефимов, Александр Павлович (1905 — 1980) —  1-й секретарь Хабаровского краевого комитета ВКП(б) - КПСС (1949-1953).